# Félix Álvarez de la Escalera
Félix Álvarez de la Escalera (segle xvii-7 de maig de 1714, Manresa) militar espanyol al servei de Felip V que tingué un notable servei durant la Guerra dels Catalans (1713-1714), la darrera campanya militar de la Guerra de Successió Espanyola a Catalunya.
Fou coronel del regiment d'infanteria italiana Basilicata en substitució de coronel Caracciolo. A les ordres del brigadier José Vallejo Iturrizarra intentà socórrer les tropes del regiment d'infanteria de León el gener del 1714, però aquestes capitularen. El 7 de maig de 1714 el seu regiment es trobava de guarnició a Manresa quan fou ataca per les forces del marquès del Poal durant la batalla de Manresa. Sorpreses, les tropes borbòniques es retiraren a la seu que utilitzaren com a darrera posició de defensa i durant el combats morí el coronel Félix Álvarez de la Escalera. Fou enterrat a l'església de la parròquia de la Mare de Déu del Carme de Manresa, on hi ha una làpida que resa: «FELICI. ALVARES DE LA / ESCALERA / LEGIONIS. Á BASILICATA / CORONELLO./ MANRESA GUBERNATURAM. GERENTI / QUI DUX MANRESAM MAGNO CINGENTE TUMULTO / STARE. CADENS. FECIT. POR QUINTO PHILIPPO. / NONIS SEPTEMBRIS MDCCXIV».